# Cedar Rapids (Nebraska)
Cedar Rapids – wieś w Stanach Zjednoczonych, w stanie Nebraska, w hrabstwie Boone.